# Smythea macrophylla
Smythea macrophylla är en brakvedsväxtart som beskrevs av Carl Karl Adolf Georg Lauterbach. Smythea macrophylla ingår i släktet Smythea och familjen brakvedsväxter. Inga underarter finns listade i Catalogue of Life.